# Terence Deribas
 (septembre 2024).
Si vous disposez d'ouvrages ou d'articles de référence ou si vous connaissez des sites web de qualité traitant du thème abordé ici, merci de compléter l'article en donnant les références utiles à sa vérifiabilité et en les liant à la section « Notes et références ».
Terence Dmitrievich Deribas (en russe : Терентий Дмитриевич Дерибас), né le 28 mars 1883 à Gouvernement de Iekaterinoslav et mort exécuté le 28 juillet 1938 à Moscou, est un révolutionnaire russe et un haut responsable des services de sécurité soviétiques. Il naît au sein d'une famille paysanne cosaque prospère. Il rejoint les bolchéviques dès 1904, et participe à la révolution de 1905 ce qui lui vaut d'être arrêté et exilé pendant 2 ans. Après la révolution d'octobre, il s'engage en novembre 1918 dans la Tchéka et l'armée rouge et prend part à la terreur rouge ainsi qu'à la suppression des révoltes de Kronstadt et de Tambov. Après avoir occupé d'importants postes au Guépéou, il est nommé en juillet 1934 comme responsable du NKVD dans l'extrême-orient russe (l'OKVDA). Il est rappelé à Moscou en mai 1937 et remplacé par Vsevolod Balitski. Arrêté le 12 août pour "espionnage" et menées "trotskystes", il est condamné à mort par le Collège militaire de la Cour suprême de l'URSS le 28 juillet 1938, et exécuté le jour-même au site dit le "Polygone de Boutovo". Comme beaucoup d'autres victimes des purges staliniennes, il est réhabilité en 1957 à l'époque de la Déstalinisation entamée par Nikita Khrouchtchev.

## Décorations
- Ordre de Lénine (1936)
- l'ordre du Drapeau rouge (1927 et 1932)